# Адо Андеркопп
Адо Андеркопп (ест. Ado Anderkopp; 6 січня 1894, Ревельська губернія, Російська імперія — 30 липня 1941, Таллінн, Естонія) — естонський політичний і державний діяч, дипломат, журналіст, редактор, спортсмен.

## Біографія
Син фермера. Після закінчення в 1913 році Ревельської гімназії Густава Адольфа, до 1917 вивчав право в Петроградському університеті. У 1917 — чиновник МВС і Міністерства торгівлі і промисловості Росії.
Був одним із творців у 1917 році партії праці Естонії (соціал-демократичної орієнтації, з середини 1920-х років — правоцентристська партія).
Після здобуття державної незалежності Естонії в 1918 і естонської війни за незалежність проти Радянської Росії (1918-1920 рр.) Андеркопп взяв участь в організації воєнізованих частин у північно-східній частині Естонії.
Член Естляндських Установчих Зборів (1919-1920), депутат парламенту Естонії (Рійгікогу), Національних Зборів і Державних Зборів.
У 1921-1929 — відповідальний редактор партійної газети «Вільна країна» («Vaba Maa»). З 1923 по 1929 — голова ЦК естонської партії праці.
З 2 серпня 1923 по 19 лютого 1924 — міністр оборони Естонії.
З 12 квітня 1930 по 12 лютого 1931 — міністр юстиції і внутрішніх справ.
З 19 лютого 1932 по 19 липня 1932 — міністр внутрішніх справ.
З 19 липня 1932 по 18 травня 1933 — міністр юстиції і внутрішніх справ.
З 1921 по 1925 входив до складу естонської делегації на Асамблеях Ліги Націй.
Крім того, був відомим спортивним діячем Естонії. Один із засновників Естонського олімпійського комітету, команда незалежної Естонії брала участь в Олімпійських іграх в 1920-1936 роках.
З 1920 був головою естонської спортивної конфедерації (Eesti Spordi Liit), президентом Естонського футбольного союзу (1930-1939) і талліннського футбольного клубу «Kalev» (1920-1921, 1923 і 1934-1940). З 1928 року проживав у Таллінні в будинку № 18 по Великій Американській вулиці. 
Після загарбання Естонії Радянським Союзом 22 липня 1940 року заарештований. 28 липня 1941 засуджений до смертної кари. Два дні потому розстріляний в Талліні.

## Нагороди
- Орден Орлиного хреста 1 класу (1930)
- Орден Естонського Червоного Хреста 2 класу (1933)
- Орден Білої зірки 2 класу (1938)